# Juarez de Souza Carmo
Juarez de Souza Carmo foi um político brasileiro do estado de Minas Gerais.
Foi prefeito de Viçosa em 1936. Foi deputado estadual em Minas Gerais pelo PR de 1947 a 1951. Foi reeleito para a Legislatura seguinte, de 1951 a 1955. Ocupou o cargo de Secretário de Estado da Agricultura no período de 15 de abril de 1953 a 4 de agosto de 1954.